# A kék szemű szamuráj
A kék szemű szamuráj (eredeti cím: My Blue Eye Samurai) 2023-tól vetített amerikai–francia 2D-s számítógépes animációs kalandsorozat, amelyet Amber Noizumi és Michael Green alkotott.
Amerikában és Magyarországon 2023. november 3án mutatta be a Netflix.
2023. december 11-én berendelték a második évadot.

## Ismertető
Japán Edo-korszakában (17. század) a félig fehér, félig japán Onna-musha Mizu bosszút forral négy fehér férfi ellen, akik közül az egyik az apja, aki illegálisan maradt Japánban, amikor a Tokugawa sógunátus lezárta a határokat.

## Szereplők

### Főszereplők
| Szereplő       | Eredeti hang         | Magyar hang      | Leírás |
| -------------- | -------------------- | ---------------- | --- |
| Mizu           | Maya Erskine         | Pájer Alma Virág | Kék szemű női bushi. A vegyes bőrű japán nőként megtapasztalt diszkrimináció hideggé, keserűvé és bosszúállóvá tette. Férfinak álcázza magát, hogy szabadabban járhasson a bosszú útján.                                                                                |
| Ringo          | Masi Oka             | Elek Ferenc      | Optimista, kéz nélküli férfi szakács, aki bálványozza Mizut. Annak ellenére, hogy Mizu kezdetben nem akar társat, később megtűri Ringót. Fogyatékossága ellenére Ringo meglepően segítőkésznek és hűségesnek bizonyul Mizu iránt.                                       |
| Taigen         | Darren Barnet        | L. Nagy Attila   | Ígéretes, de arrogáns, szerény származású férfi kardforgató. Szerelmes Akemi hercegnőbe, és erős ellenszenvet táplál Mizu iránt, ami gyermekkoruk óta tart, és később bosszút akar állni, miután megalázták egy párbajban, ami miatt megszakadt az eljegyzése Akemivel. |
| Akemi hercegnő | Brenda Song          | Csifó Dorina     | Újgazdag lord elkényeztetett, de erős akaratú lánya. Szerelmes Taigenbe, és neheztel apja irányítása miatt, ezért független életre törekszik. |
| Seki           | George Takei         | Kajtár Róbert    | Akemi hercegnő férfi tanára. Együtt érez Akemi helyzetével, és később lépéseket tesz a lány szabadságának biztosítása érdekében. |
| Heiji Shindo   | Randall Park         |                  | Fowler börtönőre és bűntársa. |
| Eiji mester    | Cary-Hiroyuki Tagawa | Kassai Károly    | Vak kardforgató, aki felnevelte Mizut. Ő volt az első, aki kedveskedett Mizunak, részben azért, mert nem látja őt; ennek következtében Mizu mély tiszteletet érez iránta, és "Kardpapa" néven emlegeti.                                                                 |
| Abijah Fowler  | Kenneth Branagh      | Csankó Zoltán    | Ír csempész, aki a sógunnal szövetkezik, titokban dacolva a japán Sakoku zárt ajtókkal kapcsolatos politikájával. Azt tervezi, hogy megdönti a jelenlegi sógunt, és egy olyan vezetővel váltja fel, aki megnyitja Japánt a külső befolyás előtt.                        |

### Mellékszereplők
| Szereplő     | Eredeti hang      | Magyar hang | Leírás                                 |
| ------------ | ----------------- | ----------- | -------------------------------------- |
| Kaji asszony | Ming-Na Wen       | Ősi Ildikó  | Ravasz és okos asszony.                |
| Lord Daichi  | Patrick Gallagher | Háda János  | Akemi apja.                            |
| Mikio        | Byron Mann        | Varga Gábor | Kegyvesztett szamuráj Mizu lázálmában. |

### Magyar változat
- Magyar szöveg: Dame Nikolett
- Hangmérnök és vágó: Zakar Sándor
- Gyártásvezető: Masoll Ildikó
- Szinkronrendező: Kéthely-Nagy Luca
- Produkciós vezető: Horján Annamária

A szinkront a Direct Dub Studios készítette.

## Epizódok
| Sor. | Év. | Cím                                                               | Rendező                        | Író                            | Premier                             |
| ---- | --- | ----------------------------------------------------------------- | ------------------------------ | ------------------------------ | ----------------------------------- |
| 1.   | 1.  | Forgács (Hammerscale)                                             | Jane Wu                        | Amber Noizumi és Michael Green | 2023. november 3. 2023. november 3. |
| 2.   | 2.  | Váratlan elem (An Unexpected Element)                             | Ryan O'Loughlin                | Michael Green és Amber Noizumi | 2023. november 3. 2023. november 3. |
| 3.   | 3.  | Korlátozott számú út (A Fixed Number of Paths)                    | Earl A. Hibbert és Alan Wan    | Michael Green és Amber Noizumi | 2023. november 3. 2023. november 3. |
| 4.   | 4.  | Szokatlan igények (Peculiarities)                                 | Ryan O'Loughlin                | Michael Green és Amber Noizumi | 2023. november 3. 2023. november 3. |
| 5.   | 5.  | Az ara és a rónin balladája (The Tale of the Ronin and the Bride) | Michael Green                  | Amber Noizumi                  | 2023. november 3. 2023. november 3. |
| 6.   | 6.  | Minden gonosz álom és dühös szó (All Evil Dreams and Angry Words) | Amber Noizumi és Michael Green | Eric Rivera                    | 2023. november 3. 2023. november 3. |
| 7.   | 7.  | Semmi sem törött (Nothing Broken)                                 | Alan Taylor                    | Yana Bille-Chung               | 2023. november 3. 2023. november 3. |
| 8.   | 8.  | Az 1657-es nagy tűzvész (The Great Fire of 1657)                  | Jane Wu                        | Michael Green és Amber Noizumi | 2023. november 3. 2023. november 3. |

## A sorozat készítése
2020 októberében jelentették be, hogy a Netflix zöld utat adott a sorozat gyártásának, az alkotók, Green és Noizumi íróként, vezető producerként és showrunnerként működtek közre. Azt akarták, hogy az animáció "úgy nézzen ki, mint egy mozgó festmény", a karakterek dizájnját bunraku bábokból merítették. Az inspirációt Zatoichi, a "Névtelen ember" karakteréből és Akira Kurosawa műveiből merítették. Az alkotók kijelentették, hogy három vagy négy évadot szeretnének készíteni, és egy esetleges spinoffot is.